# Stefan Aładżow
Stefan Aładżow (ur. 18 października 1947 w Sofii), bułgarski piłkarz grający na pozycji obrońcy. Jest wychowankiem Spartaka Sofia, ale większą część kariery spędził w Lewskim. Występował w nim przez czternaście lat (1967–1981) i w tym czasie rozegrał 483 mecze (368 w lidze), co jest rekordem w historii Lewskiego. Z klubem ze stolicy Bułgarii zdobył pięć tytułów mistrza kraju (1968, 1970, 1974, 1977 i 1979), tyleż raz triumfował w rozgrywkach o Puchar Armii Sowieckiej (1970, 1971, 1976, 1977 i 1979), dwukrotnie dotarł do ćwierćfinału Pucharu Zdobywców Pucharów (1969–1970 i 1976–1977) i raz do ćwierćfinału Pucharu UEFA (1975–1976). W 1970 roku został wybrany na najlepszego piłkarza Bułgarii. Z reprezentacją tego kraju, w której barwach rozegrał 30 meczów (1969–1979), brał udział w Mundialach 1970 i 1974.